# Lista de Estados soberanos na década de 1990
Esta é uma lista de estados soberanos na década de 1990, dando uma perspetiva dos estados do mundo durante o período compreendido entre 1 de janeiro de 1990 e 31 de dezembro de 1999. Contém 217 entradas, ordenadas alfabeticamente, com informações adicionais relativas ao estatuto e reconhecimento diplomático da respetiva soberania. Inclui 175 países sobejamente reconhecidos, 23 entidades de facto soberanas mas com reconhecimento limitado, 18 estados que não eram inicialmente reconhecidos mas que o foram mais tarde durante a década e um estado que era inicialmente reconhecido mas que deixou de o ser.

## Estados soberanos
| Nome e cidade capital | Informação sobre estatuto e reconhecimento da soberania |
| --- | --- |
| | |
| A | |
| | |
| Abecásia – República da Abecásia (a partir de 12 out 1999) Capital: Sucumi | Estado de facto independente. Não reconhecido por qualquer outro estado. Reivindicada pela Geórgia como a República Autónoma da Abecásia. |
| | |
| Afeganistão Capital: Cabul (até 26 set 1996), Mazar-e Sharif (de 26 set 1996 a 25 mai 1997), Taloqan (a partir de 25 mai 1997) - República do Afeganistão (até 28 abr 1992) - Estado Islâmico do Afeganistão (a partir de 28 abr 1992)                                                                             | Estado-membro da ONU largamente reconhecido. Reivindicava ser o único governo legítimo do Afeganistão apenas controlando uma pequena porção do país após 26 set 2001. |
| | |
| Afeganistão, Emirado Islâmico do (a partir de 26 set 1996) Capital: Cabul | Estado de facto independente parcialmente reconhecido. Reivindicava ser o único governo legítimo do Afeganistão. |
| | |
| África do Sul – República da África do Sul Capital: Pretória (administrativa), Cidade do Cabo (legislativa), Bloemfontein (judicial) | Estado-membro da ONU largamente reconhecido. A África do Sul tinha seis bantustões autónomos: Gazankulu, KaNgwane, KwaNdebele, KwaZulu, Lebowa e QwaQwa. Existiam também quatro bantustões nominalmente independentes: Bofutatsuana, Ciskei, Transquei e Venda. Todos os os dez bantustões foram formalmente abolidos quando uma nova constituição entrou em vigor a 27 abr 1994. A África do Sul administrava um mandato da Sociedade das Nações: - Sudoeste Africano (até 21 mar 1990) |
| | |
| Albânia Capital: Tirana - República Popular Socialista da Albânia (até 29 abr 1991) - República da Albânia (a partir de 29 abr 1991) | Estado-membro da ONU largamente reconhecido. |
| | |
| Alemanha Ocidental / Alemanha – República Federal da Alemanha Capital: Bona (até 20 jun 1991), Berlim (a partir de 20 jun 1991) | Estado-membro da ONU largamente reconhecido. Membro da CEE (até 1 nov 1993). Membro da União Europeia (a partir de 1 nov 1993). A Alemanha Ocidental era uma federação de dezasseis estados. |
| | |
| Alemanha Oriental (ou Alemanha de Leste) – República Democrática Alemã (até 3 out 1990) Capital: Berlim Oriental (disputada) | Estado-membro da ONU largamente reconhecido. |
| | |
| Alto Carabaque – República do Alto Carabaque (a partir de 6 jan 1992) Capital: Estepanaquerte | Estado de facto independente. Não reconhecido por qualquer outro estado. Reivindicado pelo Azerbaijão. |
| | |
| Andorra – Principado de Andorra Capital: Andorra-a-Velha | Estado independente largamente reconhecido. O Presidente de França e o Bispo de Urgel eram co-príncipes de Andorra ex officio. Membro da ONU (a partir de 28 jul 1993). A defesa de Andorra era da responsabilidade de França e Espanha. |
| | |
| Angola Capital: Luanda - República Popular de Angola (até 25 ago 1992) - República de Angola (a partir de 25 ago 1992) | Estado-membro da ONU largamente reconhecido. |
| | |
| Anjouan – Estado de Anjouan (a partir de 3 ago 1997) Capital: Mutsamudu | Estado de facto independente. Não reconhecido por qualquer outro estado. Reivindicado pelas Comores. |
| | |
| Antiga e Barbuda Capital: São João | Estado-membro da ONU largamente reconhecido. Reino da Comunidade das Nações (Commonwealth). Antiga e Barbuda tinha duas dependências, Barbuda e Redonda. |
| | |
| Arábia Saudita – Reino da Arábia Saudita Capital: Riade | Estado-membro da ONU largamente reconhecido. |
| | |
| Argélia – República Democrática e Popular da Argélia Capital: Argel | Estado-membro da ONU largamente reconhecido. |
| | |
| Argentina – República Argentina Capital: Buenos Aires | Estado-membro da ONU largamente reconhecido. A Argentina era uma federação de 22 províncias, dois territórios federais e uma cidade autónoma. Reivindicava a a Antártida Argentina, reivindicação suspensa pelo Tratado da Antártida. Também reivindicada as Ilhas Malvinas e as Ilhas Geórgia do Sul e Sanduíche do Sul, ambos territórios ultramarinos britânicos. |
| | |
| Arménia – República da Arménia (a partir de 23 set 1991) Capital: Erevã | Estado de facto independente. Reivindicado pela União Soviética (até 26 dez 1991). Largamente reconhecido (a partir de 26 dez 1991). Estado-membro da ONU (a partir de 2 mar 1992). |
| | |
| Austrália – Comunidade da Austrália Capital: Camberra | Estado-membro da ONU largamente reconhecido. Reino da Comunidade das Nações (Commonwealth). A Austrália era uma federação de seis estados e três territórios. Tinha soberania sobre os seguintes território externos: - Ilhas Ashmore e Cartier - Território Antártico Australiano (suspenso pelo Tratado da Antártida.) - Ilha do Natal - Ilhas Cocos (Keeling) - Ilhas do Mar de Coral - Ilha Heard e Ilhas McDonald - Ilha Norfolk |
| | |
| Áustria – República da Áustria Capital: Viena | Estado-membro da ONU largamente reconhecido. Membro da União Europeia (a partir de 1 jan 1995). A Áustria era uma federação de nove estados. |
| | |
| Azerbaijão – República do Azerbaijão (a partir de 18 out 1991) Capital: Bacu | Estado de facto independente. Reivindicado pela União Soviética (até 26 dez 1991). Largamente reconhecido (a partir de 26 dez 1991). Estado-membro da ONU (a partir de 2 mar 1992). O Azerbaijão tinha uma república autónoma, Naquichevão. Incluía a região disputada do Alto Carabaque, onde uma república secessionista parcialmente reconhecida declararou independência a 6 jan 1992. |
| | |
| B | |
| | |
| Baamas – Comunidade das Baamas Capital: Nassau | Estado-membro da ONU largamente reconhecido. Reino da Comunidade das Nações (Commonwealth). |
| | |
| Bangladexe – República Popular do Bangladexe Capital: Daca | Estado-membro da ONU largamente reconhecido. |
| | |
| Barbados Capital: Bridgetown | Estado-membro da ONU largamente reconhecido. Reino da Comunidade das Nações (Commonwealth). |
| | |
| Barém - Estado do Barém Capital: Manama | Estado-membro da ONU largamente reconhecido. |
| | |
| Bélgica – Reino da Bélgica Capital: Bruxelas | Estado-membro da ONU largamente reconhecido. Membro da CEE (até 1 nov 1993). Membro da União Europeia (a partir de 1 nov 1993). A Bélgica era uma federação de três comunidades e três regiões. |
| | |
| Belize Capital: Belmopã | Estado-membro da ONU largamente reconhecido. Reino da Comunidade das Nações (Commonwealth). |
| | |
| Benim Capital: Porto Novo (oficial), Cotonu (sede do governo) - República Popular do Benim (até 1 mar 1990) - República do Benim (a partir de 1 mar 1990) | Estado-membro da ONU largamente reconhecido. |
| | |
| Bielorrússia – República da Bielorrússia Capital: Minsque | Estado de facto independente. Reivindicado pela União Soviética (até 26 dez 1991). Largamente reconhecido (a a partir de 26 dez 1991). Estado-membro da ONU. |
| | |
| Birmânia → Mianmar | |
| | |
| Bofutatsuana – República do Bofutatsuana (até 13 mar 1994) Capital: Mmabatho | Bantustão nominalmente independente da África do Sul. |
| Bolívia - República da Bolívia Capital: Sucre (oficial), La Paz (administrativa) | Estado-membro da ONU largamente reconhecido. |
| | |
| | |
| Bósnia e Herzegovina Capital: Saraievo - República da Bósnia e Herzegovina (de 5 abr 1992 a 14 dez 1995) - Bósnia e Herzegovina (a partir de 14 dez 1995) | Estado de facto independente. Reivindicado pela Jugoslávia (até 28 abr 1992). Largamente reconhecido (a partir de 7 abr 1992). Estado-membro da ONU (a partir de 22 mar 1992). Muito do território de jure da República da Bósnia e Herzegovina estava sob o controlo das seguintes auto-proclamadas entidades que, não reivindicando independência, eram efetivamente autónomas: - Província Autónoma da Bósnia Ocidental (de 27 set 1993 a 26 jul 1995) - República Croata da Herzeg-Bósnia (até 18 mar 1994) - República Sérvia da Bósnia e Herzegovina (até 7 abr 1992) Adicionalmente existiam três estados que haviam de facto declarado e estabelecido independência da Bósnia e Herzegovina: República Sérvia (Repubblika Srpska) (de 7 abr 1992 a 14 dez 1995) e a Bósnia Ocidental (de 26 jul 1995 a 7 ago 1995). Após o Acordo de Dayton, a Bósnia e Herzegovina era uma federação constituída por duas entidades: a Federação da Bósnia e Herzegovina e a República Sérvia (Republika Srpska). |
| | |
| Bósnia Ocidental – República da Bósnia Ocidental (de 26 jul 1995 a 7 ago 1995) | Estado de facto independente. Não reconhecido por qualquer outro estado. Reivindicado pela Bósnia e Herzegovina. |
| | |
| Botsuana – República do Botsuana Capital: Gaborone | Estado-membro da ONU largamente reconhecido. |
| | |
| Bougainville – República de Bougainville (de 17 mai 1990 a 24 dez 1998) Capital: Arawa | Estado de facto independente. Não reconhecido por qualquer outro estado. Reivindicado pela Papua Nova Guiné. |
| | |
| Brasil – República Federativa do Brasil Capital: Brasília | Estado-membro da ONU largamente reconhecido. O Brasil era uma federação de 26 estados e um distrito federal. |
| | |
| Brunei – Estado do Brunei, Moradia da Paz Capital: Bandar Seri Begauã | Estado-membro da ONU largamente reconhecido. O Brunei reivindicava parte das Ilhas Spratly (disputadas pela República Popular da China, pela República da China, pelo Vietname, pelas Filipinas e pela Malásia). |
| | |
| Bulgária Capital: Sófia - República Popular da Bulgária (até 15 nov 1990) - República da Bulgária (a partir de 15 nov 1990) | Estado-membro da ONU largamente reconhecido. |
| | |
| Burquina Fasso Capital: Uagadugu | Estado-membro da ONU largamente reconhecido. |
| | |
| Burúndi – República do Burúndi Capital: Bujumbura | Estado-membro da ONU largamente reconhecido. |
| | |
| Butão – Reino do Butão Capital: Timbu | Estado-membro da ONU largamente reconhecido. O Butão era oficialmente guiado pela Índia nas suas relações externas, mas efetivamente possuía uma política de relações exteriores independente. |
| | |
| C | |
| | |
| Cabo Verde – República de Cabo Verde Capital: Praia | Estado-membro da ONU largamente reconhecido. |
| | |
| Camarões – República dos Camarões Capital: Iaundé | Estado-membro da ONU largamente reconhecido. |
| | |
| Campucheia Democrática / Camboja Capital: Pnom Pen - Governo de Coligação da Campucheia Democrática (até 3 fev 1990) - Governo Nacional do Camboja (de 3 fev 1990 a 15 mar 1992) - Autoritade Transitória das Nações Unidas no Camboja (de 15 mar 1992 a 24 set 1993) - Reino do Camboja (a partir de 24 set 1993) | Estado-membro da ONU largamente reconhecido. Reivindicava ser o único governo legítimo do Camboja, apesar de se encontrar no exílio até 15 mar 1992. |
| | |
| Camboja, Estado do (até 15 mar 1992) Capital: Pnom Pen | Estado de facto independente parcialmente reconhecido. Reivindicava ser o único governo legítimo do Camboja. |
| | |
| Canadá Capital: Otava | Estado-membro da ONU largamente reconhecido. Reino da Comunidade das Nações (Commonwealth). O Canadá era uma federação de dez províncias e três territórios. |
| | |
| Carabaque Montanhoso → Alto Carabaque | |
| | |
| Catar – Estado do Catar Capital: Doa | Estado-membro da ONU largamente reconhecido. |
| | |
| Cazaquistão – República do Cazaquistão (a partir de 16 dez 1991) Capital: Alma-Ata (até 10 dez 1997, renomeada Almaty em 1993), Aqmola (a partir de 10 dez 1997, renomeada Astana em 1998) | Estado de facto independente. Reivindicado pela União Soviética (até 26 dez 1991). Largamente reconhecido (a partir de 26 dez 1991). Estado-membro da ONU (a partir de 2 mar 1992). |
| | |
| Centro-Africana, República Capital: Bangui | Estado-membro da ONU largamente reconhecido. |
| | |
| Chade – República do Chade Capital: Jamena | Estado-membro da ONU largamente reconhecido. |
| | |
| Checa, República (a partir de 1 jan 1993) Capital: Praga | Estado independente largamente reconhecido. Estado-membro da ONU (a partir de 19 jan 1993). |
| | |
| Chechénia Capital: Grózni (renomeada Dƶovxar-Ġala em 1996) - República Chechena (de 1 nov 1991 até 12 mar 1992) - República Chechena da Ichkeria (a partir de 12 mar 1992) | Estado de facto independente parcialmente reconhecido. Reivindicada pela Rússia como a República da Chechénia. |
| | |
| Checoslováquia Capital: Praga - República Socialista Checoslovaca (até 29 mar 1990) - República Federal Checoslovaca (de 29 mar 1990 a 20 abr 1990) - República Federal Checa e Eslovaca (de 23 abr 1990 a 31 dez 1992)                                                                                            | Estado-membro da ONU largamente reconhecido. A Checoslováquia era uma federação de duas repúblicas. |
| | |
| Chile – República do Chile Capital: Santiago | Estado-membro da ONU largamente reconhecido. |
| | |
| China, República da Capital: Taipé (sede do governo), Nanquim (reivindicada) | Estado de facto independente parcialmente reconhecido. A República da China reivindicava ser o único governo legítimo da China, administrando apenas Taiuã, Kinmen, as Ilhas Matsu, as Ilhas Pratas e Taiping. A República da China tinha reivindicações sobre a Mongólia; a república russa de Tuva; as denominadas "sessenta e quatro aldeias a leste do rio" (administradas pela Rússia); a maioria do Gorno-Badaquistão (administrado pelo Tajiquistão); a ponta oriental do Corredor de Wakhan (administrado pelo Afeganistão); uma pequena porção do Baltistão (administrado pelo Paquistão e parte da região disputada da Caxemira); Aksai Chin (administrado pela República Popular da China e parte da região disputada da Caxemira); parte oriental do Butão; parte do estado indiano do Arunachal Pradesh; e o estado de Kachin (administrado pelo Mianmar). |
| | |
| China, República Popular da Capital: Pequim | Estado-membro da ONU largamente reconhecido. A República Popular da China tinha cinco regiões autónomas: Quancim, Mongólia Interior, Ningxia, Sinquião e Tibete. Adicionalmente, tinha soberania sobre duas regiões administrativas especiais: - Honguecongue (a partir de 1 jul 1997) - Macau (a partir de 20 dez 1999) A República Popular da China reivindicava Taiuã, Kinmen, as Ilhas Matsu, as Ilhas Pratas e Taiping, governados pela República da China. Também reivindicava as Ilhas Paracel (disputadas pela República da China e pelo Vietname), as Ilhas Spratly (disputadas pela República da China, pelo Vietname, pelas Filipinas, pela Malásia e pelo Brunei), e parte do estado indiano do Arunachal Pradesh. A República Popular da China administrava o Aksai Chin e o Vale de Shaksgam, localizados na região disputada da Caxemira. |
| | |
| Chipre – República de Chipre Capital: Nicósia | Estado-membro da ONU largamente reconhecido. A parte nordeste da ilha constituía-se como o estado de facto independente do Chipre do Norte, reconhecido apenas pela Turquia. |
| | |
| Chipre do Norte – República Turca de Chipre do Norte Capital: Nicósia | Estado de facto independente parcialmente reconhecido. Reivindicado pela República de Chipre. |
| | |
| Cingapura → Singapura | |
| | |
| Ciskei – República do Ciskei (até 13 mar 1994) Capital: Bisho | Bantustão da África do Sul nominalmente independente. |
| | |
| Colômbia – República da Colômbia Capital: Bogotá | Estado-membro da ONU largamente reconhecido. A Colômbia administrava o Banco de Bajo Nuevo e o Banco de Serranilla (disputados pela Nicarágua e pelos Estados Unidos). |
| | |
| Comores - República Islâmica Federal das Comores Capital: Moroni | Estado-membro da ONU largamente reconhecido. As Comores eram uma federação de três ilhas (ilhas autónomas: Grande Comore, Mohéli e Anjouan). Anjouan era um estado de facto independente a partir de 3 ago 1997. Mohéli esta um estado de facto independente a partir de 11 ago 1997 até 1998. As Comores também reivindicavam a soberania sobre os territórios ultramarinos franceses de Maiote e das Ilhas Gloriosas. As Comores reivindicavam também o Banco do Geyser (disputado por Madagáscar e pela França). |
| | |
| Congo, República Democrática do → Zaire | |
| | |
| Congo, República do Capital: Brazavile - República Popular do Congo (até 10 jun 1991) - República do Congo (a partir de 10 jun 1991) | Estado-membro da ONU largamente reconhecido. |
| | |
| Coreia do Norte – República Popular Democrática da Coreia Capital: Pionguiangue | Estado independente largamente reconhecido. Observador-permanente na ONU (até 17 set 1991). Estado-membro da ONU (a partir de 17 set 1991). Reivindicava ser o único governo legítimo da Coreia. |
| | |
| Coreia do Sul – República da Coreia Capital: Seul | Estado independente largamente reconhecido. Observador-permanente na ONU (até 17 set 1991). Estado-membro da ONU (a partir de 17 set 1991). Reivindicava ser o único governo legítimo da Coreia. |
| | |
| Costa do Marfim – República da Costa do Marfim Capital: Iamussucro (oficial), Abijão (sede do governo) | Estado-membro da ONU largamente reconhecido. |
| | |
| Costa Rica – República da Costa Rica Capital: São José | Estado-membro da ONU largamente reconhecido. |
| | |
| Croácia – República da Croácia (a partir de 25 jun 1991) Capital: Zagrebe | Estado de facto independente. Reivindicado pela Jugoslávia (até 28 abr 1992). Largamente reconhecido (a partir de 12 jan 1992). Estado-membro da ONU (a partir de 22 mai 1992). A Croácia continha as seguintes entidades auto-declaradas, todas reivindicando fazer parte da Jugoslávia. Apesar de não reivindicarem explicitamente independência, eram de facto autónomas: - Krajina (até 19 dez 1991) - Eslavónia Ocidental (de 12 ago 1991 a 26 fev 1992) - Eslavónia Oriental, Baranja e Sírmia Ocidental (até 26 fev 1992) - República da Krajina Sérvia (de 19 dez 1991 a 7 ago 1995) - República da Eslavónia Oriental, Baranja e Sírmia Ocidental (de 7 ago 1995 a 15 jan 1996) A 15 jan 1996, a última destas entidades ficou sob a administração da Autoridade Transitória das Nações Unidas para a Eslavónia Oriental, Baranja e Sírmia Ocidental. Foi reintegrada na Croácia a 15 jan 1998. |
| | |
| Cuaite – Estado do Cuaite (até 8 ago 1990, a partir de 27 fev 1991) Capital: Cuaite | Estado-membro da ONU largamente reconhecido. |
| | |
| Cuba – República de Cuba Capital: Havana | Estado-membro da ONU largamente reconhecido. A área da Baía de Guantánamo estava sob o controlo permanente dos Estados Unidos. |
| | |
| D | |
| | |
| Dinamarca – Reino da Dinamarca Capital: Copenhaga | Estado-membro da ONU largamente reconhecido. Membro da CEE (até 1 nov 1993). Membro da União Europeia (a partir de 1 nov 1993). A Dinamarca tinha soberania sobre duas nações constituintes autónomas: - Gronelândia - Ilhas Féroe |
| | |
| Djibuti → Jibuti | |
| | |
| Dominica – Comunidade da Dominica Capital: Roseau | Estado-membro da ONU largamente reconhecido. |
| | |
| Dominicana, República Capital: São Domingos | Estado-membro da ONU largamente reconhecido. |
| | |
| E | |
| | |
| Egito – República Árabe do Egito Capital: Cairo | Estado-membro da ONU largamente reconhecido. |
| | |
| El Salvador → Salvador | |
| | |
| Emirados Árabes Unidos Capital: Abu Dabi | Estado-membro da ONU largamente reconhecido. Os Emirados Árabes Unidos eram uma federação de sete emirados. |
| | |
| Equador – República do Equador Capital: Quito | Estado-membro da ONU largamente reconhecido. |
| | |
| Eritreia – Estado da Eritreia (a partir de 24 mai 1993) Capital: Asmara | Estado independente largamente reconhecido. Estado-membro da ONU (a partir de 28 mai 1993). |
| | |
| Eslováquia – República Eslovaca (a partir de 1 jan 1993) Capital: Bratislava | Estado independente largamente reconhecido. Estado-membro da ONU (a partir de 19 jan 1993). |
| | |
| Eslovénia – República da Eslovénia (a partir de 25 jun 1991) Capital: Liubliana | Estado de facto independente. Reivindicado pela Jugoslávia (até 28 abr 1992). Largamente reconhecido (a partir de 12 jan 1992). Estado-membro da ONU (a partir de 22 mai 1992). |
| | |
| Espanha – Reino de Espanha Capital: Madrid | Estado-membro da ONU largamente reconhecido. Membro da CEE (até 1 nov 1993). Membro da União Europeia (a partir de 1 nov 1993). Espanha estava dividida em dezassete comunidades autónomas e duas cidades autónomas. A sua soberanis sobre Ceuta, Ilha de Alborão, Ilha de Perejil, Ilhas Chafarinas, Melilha, Penedo de Alhucemas e Penedo de Vélez de la Gomera era disputada por Marrocos. A sua soberania sobre Olivença e Táliga era disputada por Portugal. Reivindicava o território ultramarino britânico de Gibraltar. |
| | |
| Estados Unidos – Estados Unidos da América Capital: Washington, D.C. | Estado-membro da ONU largamente reconhecido. Os Estados Unidos eram uma federação de 50 estados, um distrito federal e território incorporado. Os Estados Unidos afirmavam soberania sobre as seguintes áreas insulares habitadas: - Samoa Americana (incluindo a Ilha Swains, disputada por Toquelau) - Guame - Ilhas Marianas Setentrionais - Porto Rico - Ilhas Virgens dos Estados Unidos Afirmavam também soberania sobre oito territórios não incorporados: - Ilha Baker - Ilha Howland - Ilha Jarvis - Atol Johnston - Recife Kingman - Atol Midway - Ilha Navassa (reivindicada pelo Haiti) - Ilha Wake (reivindicada pelas Ilhas Marshall) Adicionalmente, os Estados Unidos administravam um território sob a tutela das Nações Unidas: - Palau Os Estados Unidos reivindicavam o Banco de Bajo Nuevo e o Banco de Serranilla. A sua reivindicação sobre o Banco de Serranilla era disputada pela Colômbia, Jamaica e pela Nicarágua e a sua reivindicação sobre o Banco de Bajo Nuevo era disputada pela Colômbia, Jamaica e Nicarágua. Algumas fontes governamentais tomavam estes territórios como territórios não incorporados dos Estados Unidos. |
| | |
| Estónia – República da Estónia (a partir de 20 ago 1991) Capital: Talim | Estado de facto independente. Reivindicado pela União Soviética (até 6 set 1991). Largamente reconhecido (a partir de 6 set 1991). Estado-membro da ONU (a partir de 17 set 1991). |
| | |
| Etiópia Capital: Adis-Abeba - República Democrática Popular da Etiópia - Etiópia (de 28 mai 1991 a 22 ago 1995) - República Democrática Federal da Etiópia (a partir de 22 ago 1995) | Estado-membro da ONU largamente reconhecido. A província da Eritreia estava sob o controlo de um auto-proclamado governo provisório de 29 mai 1991 a 24 mai 1993. Após 1995, a Etiópia era uma federação de nove regiões e três cidades privilegiadas. |
| | |
| F | |
| | |
| Fiji Capital: Suva - República das Fiji (até 25 jul 1990) - República Democrática Soberana das Fiji (de 25 jul 1990 a 27 jul 1998) - República das Ilhas Fiji (a partir de 27 jul 1998) | Estado-membro da ONU largamente reconhecido. As Fiji tinham uma dependência autónoma, Rotuma. |
| | |
| Filipinas – República das Filipinas Capital: Manila | Estado-membro da ONU largamente reconhecido. As Filipinas tinha uma região autónoma: Mindanau Muçulmano. As Filipinas administravam a Barra de Scarborough e o Banco de Macclesfield, ambos disputados pela República Popular da China e pela República da China. Também reivindicavam soberania sobre as Ilhas Spratly (disputadas pela República Popular da China, pela República da China, pelo Vietname, pelo Brunei e pela Malásia) e sobre o território malaio de Sabá. |
| | |
| Finlândia – República da Finlândia Capital: Helsínquia | Estado-membro da ONU largamente reconhecido. Membro da União Europeia (a partir de 1 jan 1995). A Finlândia tinha uma região neutral e desmilitarizada: - Ilhas Alanda |
| | |
| Formosa → China, República da | |
| | |
| França – República Francesa Capital: Paris | Estado-membro da ONU largamente reconhecido. Membro da CEE (até 1 nov 1993). Membro da União Europeia (a partir de 1 nov 1993). A França incluía quatro departamentos ultramarinos: Guiana Francesa, Guadalupe, Martinica e Reunião. Também tinha soberania sobre os seguintes territórios ultramarinos: - Polinésia Francesa, com uma dependência - Ilha Clipperton - Terras Austrais e Antárticas Francesas (incluindo a reivindicação sobre a Terra Adélia, suspensa pelo Tratado da Antártida.) - Maiote - Nova Caledónia - São Pedro e Miquelão - Ilhas Dispersas do Oceano Índico, consistindo em cinco possessões desabitadas: - Bassas da Índia (disputadas por Madagáscar) - Ilha Europa (disputada por Madagáscar) - Ilhas Gloriosas (disputadas por Madagáscar, pelas Comores e pelas Seicheles) - Ilha de João da Nova (disputada por Madagáscar) - Ilha Tromelin (disputada pela Maurícia e pelas Seicheles) - Wallis e Futuna A França também reivindicava o Banco do Geyser (disputado por Madagáscar e pelas Comores). |
| | |
| G | |
| | |
| Gabão – República Gabonesa Capital: Libreville | Estado-membro da ONU largamente reconhecido. |
| | |
| Gagaúzia – República Gagauz (de 19 ago 1991 a 23 dez 1994) Capital: Comrat | Estado de facto independente. Não reconhecida por qualquer outro estado. Reivindicada pela União Soviética (até 26 dez 1991) e pela Moldávia (de 27 ago 1991 a 23 dez 1994). |
| | |
| Gâmbia – República da Gâmbia Capital: Banjul | Estado-membro da ONU largamente reconhecido. |
| | |
| Gana – República do Gana Capital: Acra | Estado-membro da ONU largamente reconhecido. |
| | |
| Geórgia Capital: Tiblíssi - República da Geórgia (de 9 abr 1991 a 24 ago 1995) - Geórgia (a partir de 24 ago 1995) | Estado de facto independente. Reivindicada pela União Soviética (até 26 dez 1991). Largamente reconhecida (a partir de 26 dez 1991). Estado-membro da ONU (a partir de 2 mar 1992). A Geórgia tinha duas repúblicas autónomas: Ajária e Abecásia. A última era efetivamente auto-governada de 30 set 1993 a 12 out 1999. A partir de 12 out 1999 tornou-se num estado de facto independente. A Geórgia incluía também a região disputada da Ossétia do Sul, onde uma república separatista declarou a 29 mai 1992. |
| | |
| Grã-Bretanha → Reino Unido | |
| | |
| Granada Capital: São Jorge | Estado-membro da ONU largamente reconhecido. Reino da Comunidade das Nações (Commonwealth). Granada tinha uma dependência autónoma, Carriacou e Pequena Martinica. |
| | |
| Grécia – República Helénica Capital: Atenas | Estado-membro da ONU largamente reconhecido. Membro da CEE (até 1 nov 1993). Membro da União Europeia (a partir de 1 nov 1993). A Grécia tinha soberania sobre o Monte Athos, um estado monástico autónomo conjuntamente governado com uma "Comunidade Sagrada" multi-nacional no monte e um Governador Civil designado pelo Ministro dos Negócios Estrangeiros da Grécia, e sob a jurisdição espiritual direta do Patriarcado Ecuménico. |
| | |
| Guatemala – República da Guatemala Capital: Cidade da Guatemala | Estado-membro da ONU largamente reconhecido. |
| | |
| Guiana – República Cooperativa da Guiana Capital: Georgetown | Estado-membro da ONU largamente reconhecido. |
| | |
| Guiné – República da Guiné Capital: Conacri | Estado-membro da ONU largamente reconhecido. |
| | |
| Guiné-Bissau – República da Guiné-Bissau Capital: Bissau | Estado-membro da ONU largamente reconhecido. |
| | |
| Guiné Equatorial – República da Guiné Equatorial Capital: Malabo | Estado-membro da ONU largamente reconhecido. |
| | |
| H | |
| | |
| Haiti – República do Haiti Capital: Porto Príncipe | Estado-membro da ONU largamente reconhecido. O Haiti reivindicava a possessão dos Estados Unidos desabitada da Ilha Navassa. |
| | |
| Holanda → Países Baixos | |
| | |
| Honduras – República das Honduras Capital: Tegucigalpa | Estado-membro da ONU largamente reconhecido. |
| | |
| Hungria – República da Hungria Capital: Budapeste | Estado-membro da ONU largamente reconhecido. |
| | |
| I | |
| | |
| Iémen – República do Iémen (a partir de 22 mai 1990) Capital: Saná | Estado-membro da ONU largamente reconhecido. |
| | |
| Iémen do Norte – República Árabe do Iémen (até 22 mai 1990) Capital: Saná | Estado-membro da ONU largamente reconhecido. |
| | |
| Iémen do Sul Capital: Adem - República Democrática Popular do Iémen (até 22 mai 1990) - República Democrática do Iémen (de 21 mai 1994 a 7 jul 1994) | Estado-membro da ONU largamente reconhecido (até 22 mai 1990). Estado de facto independente (a partir de 7 jul 1994). Reivindicado pelo Iémen (a partir de 21 mai 1994). |
| | |
| Índia – República da Índia Capital: Nova Déli | Estado-membro da ONU largamente reconhecido. A Índia era uma federação de vinte-e-cinco estados e sete territórios da união. A soberania sobre Arunachal Pradexe era disputada pela República Popular da China. A Índia administrava parte da região disputada da Caxemira como o estado de Jamu e Caxemira. |
| | |
| Indonésia – República da Indonésia Capital: Jacarta | Estado-membro da ONU largamente reconhecido. A Indonésia tinha três províncias especiais: Achém, Jacarta e Joguejacarta. |
| | |
| Inglaterra → Reino Unido | |
| | |
| Irão – República Islâmica do Irão Capital: Teerão | Estado-membro da ONU largamente reconhecido. |
| | |
| Iraque – República do Iraque Capital: Bagdade | Estado-membro da ONU largamente reconhecido. |
| | |
| Irlanda Capital: Dublim | Estado-membro da ONU largamente reconhecido. Membro da CEE (até 1 nov 1993). Membro da União Europeia (a partir de 1 nov 1993). |
| | |
| Islândia – República da Islândia Capital: Reiquiavique | Estado-membro da ONU largamente reconhecido. |
| | |
| Israel – Estado de Israel Capital: Jerusalém | Estado-membro da ONU largamente reconhecido. Israel ocupava Jerusalém Oriental, a Faixa de Gaza, os Montes Golã, a Zona de Segurança Israelita no Sul do Líbano e a Cisjordânia. Estas áreas não eram largamente reconhecidas como sendo parte de Israel. |
| | |
| Itália – República Italiana Capital: Roma | Estado-membro da ONU largamente reconhecido. Membro da CEE (até 1 nov 1993). Membro da União Europeia (a partir de 1 nov 1993). |
| | |
| Iugoslávia → Jugoslávia | |
| | |
| J | |
| | |
| Jamaica Capital: Kingston | Estado-membro da ONU largamente reconhecido. Reino da Comunidade das Nações (Commonwealth). |
| | |
| Japão Capital: Tóquio | Estado-membro da ONU largamente reconhecido. |
| | |
| Jibuti – República do Jibuti Capital: Jibuti | Estado-membro da ONU largamente reconhecido. |
| | |
| Jordânia – Reino Haxemita da Jordânia Capital: Amã | Estado-membro da ONU largamente reconhecido. |
| | |
| Jugoslávia Capital: Belgrado - República Federal Socialista da Jugoslávia (até 27 abr 1992) - República Federal da Jugoslávia (a partir de 27 abr 1992) | Estado independente largamente reconhecido. Estado-membro da ONU (até 27 abr 1992). A República Federal Socialista da Jugoslávia era uma federação de seis repúblicas, quatro das quais (Bósnia e Herzegovina, Croácia, Macedónia e Eslovénia) declararam independência entre 1991 e 1992. As duas restantes repúblicas (Montenegro e Sérvia) estabeleceram a República Federal da Jugoslávia a 27 abr 1992. Esta reivindicava ser a continuação da personalidade jurídica internacional jugoslava, reivindicação que não era largamente reconhecida. A Sérvia incluía duas províncias autónomas dentro da Sérvia (Voivodina e Cossovo e Metóquia). A última esteve sob a administração da Missão de Administração Interina das Nações Unidas no Cossovo (a partir de 10 jun 1999). |
| | |
| K | |
| | |
| Kampuchea Democrática → Campucheia Democrática | |
| | |
| Karabakh Montanhoso → Alto Carabaque | |
| | |
| Katar → Catar | |
| | |
| Kiribáti → Quiribáti | |
| | |
| Kuaite → Cuaite | |
| | |
| L | |
| | |
| Laus – República Democrática Popular Lau Capital: Vienciana | Estado-membro da ONU largamente reconhecido. |
| | |
| Lesoto – Reino do Lesoto Capital: Maseru | Estado-membro da ONU largamente reconhecido. |
| | |
| Letónia – República da Letónia (a partir de 21 ago 1991) Capital: Riga | Estado de facto independente. Reivindicado pela União Soviética (até 6 set 1991). Largamente reconhecido (a partir de 6 set 1991). Estado-membro da ONU (a partir de 17 set 1991). |
| | |
| Líbano – República Libanesa Capital: Beirute | Estado-membro da ONU largamente reconhecido. O Líbano estava ocupado pela Síria. Partes do Líbano do Sul estavam ocupados por Israel. |
| | |
| Libéria – República da Libéria Capital: Monróvia | Estado-membro da ONU largamente reconhecido. |
| | |
| Líbia – Grande Jamahiriya Árabe Líbia Popular Socialista Capital: Trípoli | Estado-membro da ONU largamente reconhecido. |
| | |
| Listenstaine – Principado do Listenstaine Capital: Vaduz | Estado independente largamente reconhecido. Estado-membro da ONU (a partir de 18 set 1990). A defesa do Listenstaine era da responsabilidade da Suíça. |
| | |
| Lituânia – República da Lituânia (a partir de 11 mai 1990) Capital: Vilna | Estado de facto independente. Reivindicado pela União Soviética (até 6 set 1991). Largamente reconhecido (a partir de 6 set 1991). Estado-membro da ONU (a partir de 17 set 1991). |
| | |
| Luxemburgo – Grão-Ducado do Luxemburgo Capital: Luxemburgo | Estado-membro da ONU largamente reconhecido. Membro da CEE (até 1 nov 1991). Membro da União Europeia (a partir de 1 nov 1993). |
| | |
| M | |
| | |
| Macedónia – República da Macedónia (a partir de 8 set 1991) Capital: Escópia | Estado de facto independente. Reivindicado pela Jugoslávia (até 28 abr 1992). Estado-membro da ONU largamente reconhecido (a partir de 8 abr 1993). |
| | |
| Madagáscar Capital: Antananarivo - República Democrática de Madagáscar (até 19 ago 1992) - República de Madagáscar (a partir de 19 ago 1992) | Estado-membro da ONU largamente reconhecido. Madagáscar reivindicava as possessões francesas das Bassas da Índia, Ilha Europa, Ilhas Gloriosas e Ilha de João da Nova. Também reivindicava o Banco do Geyser (disputado pelas Comores e pela França). |
| | |
| Malásia Capital: Cualalampur (oficial), Putrajaia (administrativa, a partir de 1999) | Estado-membro da ONU largamente reconhecido. A Malásia era uma federação de treze estados e três territórios federais. A Malásia reivindicava parte das Ilhas Spratly (disputadas pela República Popular da China, pela República da China, pelo Vietname, pelas Filipinas e pelo Brunei). |
| | |
| Maláui – República do Maláui Capital: Lilongué | Estado-membro da ONU largamente reconhecido. |
| | |
| Maldivas – República das Maldivas Capital: Malé | Estado-membro da ONU largamente reconhecido. |
| | |
| Mali – República do Mali Capital: Bamaco | Estado-membro da ONU largamente reconhecido. |
| | |
| Malta – República de Malta Capital: Valeta | Estado-membro da ONU largamente reconhecido. |
| | |
| Marshall, Ilhas – República das Ilhas Marshall Capital: Majuro | Estado largamente reconhecido sob um Tratado de Livre Associação com os Estados Unidos. Estado-membro da ONU (a partir de 17 set 1991). As Ilhas Marshall reivindicavam o território estadunidense da Ilha Wake. |
| | |
| Marrocos – Reino de Marrocos Capital: Rabate | Estado-membro da ONU largamente reconhecido. Marrocos reivindicava soberania sobre e controlada a maior parte da região disputada do Saara Ocidental, o qual continha o país de facto independente da República Democrática Árabe Saariana. Marrocos disputava a soberania espanhola sobre Ceuta, Ilha de Alborão, Ilha de Perejil, Ilhas Chafarinas, Melilha, Penedo de Alhucemas e Penedo de Vélez de la Gomera. |
| | |
| Maurícia Capital: Porto Luís - Maurícia (até 12 mar 1992) - República da Maurícia (a partir de 12 mar 1992) | Estado-membro da ONU largamente reconhecido. Reino da Comunidade das Nações (Commonwealth) (até 12 mar 1992). A Maurícia tinha duas dependências autónomas: Ilhas Agalega e São Brandão. Reivindicava o Território Britânico do Oceano Índico e o território francês da Ilha Tromelin. |
| | |
| Mauritânia – República Islâmica da Mauritânia Capital: Nuaquexote | Estado-membro da ONU largamente reconhecido. |
| | |
| México – Estados Unidos Mexicanos Capital: Cidade do México | Estado-membro da ONU largamente reconhecido. O México era uma federação de 31 estados e um distrito federal. |
| | |
| Mianmar – União de Mianmar Capital: Rangum | Estado-membro da ONU largamente reconhecido. |
| | |
| Micronésia, Estados Federados da Capital: Paliquir | Estado largamente reconhecido sob um Tratado de Livre Associação com os Estados Unidos. Estado-membro da ONU (a partir de 17 set 1991). A Micronésia era uma federação de quatro estados. |
| | |
| Moçambique Capital: Maputo - República Popular de Moçambique (até 30 nov 1990) - República de Moçambique (a partir de 30 nov 1990) | Estado-membro da ONU largamente reconhecido. |
| | |
| Mohéli – República Democrática de Mohéli (a partir de 11 ago 1997) Capital: Fomboni | Estado de facto independente. Não reconhecido por qualquer outro estado. Reivindicado pelas Comores. |
| | |
| Moldávia – República da Moldávia (a partir de 27 ago 1991) Capital: Quixinau | Estado de facto independente. Reivindicada pela União Soviética (até 26 dez 1991). Largamente reconhecido (a partir de 26 dez 1991). Estado-membro da ONU (a partir de 2 mar 1992). A Moldávia tinha unidades territoriais autónomas: Gagaúzia e Transdniéstria. Ambas as unidades (a partir de 23 dez 1994 apenas a Transdniéstria) constituíam-se como estados de facto independentes. |
| | |
| Mónaco – Principado de Mónaco Capital: Mónaco | Estado independente largamente reconhecido. Estado-membro da ONU (a partir de 28 mai 1993). A defesa do Mónaco era da responsabilidade de França. |
| | |
| Mongólia Capital: Ulã Bator - República Popular Mongol (até 12 fev 1992) - Mongólia (a partir de 12 fev 1992) | Estado-membro da ONU largamente reconhecido. |
| | |
| N | |
| | |
| Nagorno-Carabaque → Alto Carabaque | |
| | |
| Namíbia – República da Namíbia (a partir de 21 mar 1991) Capital: Vinduque | Estado independente largamente reconhecido. Estado-membro da ONU (a partir de 23 abr 1990). |
| | |
| Nauru – República de Nauru Capital: Yaren (oficiosa) | Estado independente largamente reconhecido. Estado-membro da ONU (a partir de 14 set 1999). A defesa de Nauru era da responsabilidade da Austrália. |
| | |
| Nepal - Reino do Nepal Capital: Catmandu | Estado-membro da ONU largamente reconhecido. |
| | |
| Nicarágua – República da Nicarágua Capital: Manágua | Estado-membro da ONU largamente reconhecido. |
| | |
| Níger – República do Níger Capital: Niamei | Estado-membro da ONU largamente reconhecido. |
| | |
| Nigéria – República Federal da Nigéria Capital: Lagos (até 12 dez 1991), Abuja (a partir de 12 dez 1991) | Estado-membro da ONU largamente reconhecido. A Nigéria era uma federação de 36 estados e um território federal. |
| | |
| Noruega – Reino da Noruega Capital: Oslo | Estado-membro da ONU largamente reconhecido. A Noruega tinha duas áreas ultramarinas totalmente integradas no seu território: Jan Mayen e Esvalbarda. A última tinha um estatuto especial devido ao Tratado da Esvalbarda. A Noruega tinha soberania sobre as seguintes dependências: - Ilha Bouvet - Ilha de Pedro I (suspenso pelo Tratado da Antártida) - Terra da Rainha Maud (suspenso pelo Tratado da Antártida) |
| | |
| Nova Zelândia Capital: Wellington | Estado-membro da ONU largamente reconhecido. Reino da Comunidade das Nações (Commonwealth). A Nova Zelândia era responsável por dois estados livres associados: - Ilhas Cook - Niue Tinha também soberania sobre dois territórios dependentes: - Dependência de Ross (suspenso pelo Tratado da Antártida) - Toquelau |
| | |
| O | |
| | |
| Omã – Sultanato do Omã Capital: Mascate | Estado-membro da ONU largamente reconhecido. |
| | |
| Ossétia do Sul – República da Ossétia do Sul (a partir de 29 mai 1992) Capital: Tskhinvali | Estado de facto independente. Não reconhecido por qualquer outro estado. Reivindicado pela Geórgia. |
| | |
| P | |
| | |
| Países Baixos – Reino dos Países Baixos Capital: Amesterdão (oficial), Haia (sede do governo) | Estado-membro da ONU largamente reconhecido. O Reino dos Países Baixos consistia em três nações autónomas: - Aruba - Países Baixos - Antilhas Neerlandesas O Reino dos Países Baixos como um todo era membro da CEE (até 1 nov 1993) e da União Europeia (a partir de 1 nov 1993), mas Aruba e as Antilhas Neerlandesas não. |
| | |
| Palau – República do Palau (a partir de 1 out 1994) Capital: Koror | Estado largamente reconhecido sob um Tratado de Livre Associação com os Estados Unidos. Estado-membro da ONU (a partir de 15 dez 1994). |
| | |
| Palestina Capital: Ramallah (administrativa), Gaza (administrativa), Jerusalém (reivindicada) | Região disputada consistindo em três territórios ocupados: a Cisjordânia, a Faixa de Gaza e Jerusalém Oriental. O Estado da Palestina, que reclamava independência para todos os territórios palestinos, era reconhecido por um grande número de países. Nas relações externas, a Palestina era representada pela Organização para a Libertação da Palestina, que por sua vez era um observador permanente da ONU. A Autoridade Nacional Palestina (estabelecida a 4 mai 1994) era um órgão administrativo provisório que exercia um controlo limitado sobre partes da Cisjordânia e da Faixa de Gaza. |
| | |
| Panamá – República do Panamá Capital: Cidade do Panamá | Estado-membro da ONU largamente reconhecido. |
| | |
| Papua-Nova Guiné – Estado Independente da Papua-Nova Guiné Capital: Porto Moresby | Estado-membro da ONU largamente reconhecido. Reino da Comunidade das Nações (Commonwealth). |
| | |
| Paquistão – República Islâmica do Paquistão Capital: Islamabade | Estado-membro da ONU largamente reconhecido. O Paquistão era uma federação de quatro províncias e quatro territórios. Administrava parte da região disputada de Caxemira como os territórios da Caxemira Livre e Áreas do Norte. |
| | |
| Paraguai – República do Paraguai Capital: Assunção | Estado-membro da ONU largamente reconhecido. |
| | |
| Peru – República do Peru Capital: Lima | Estado-membro da ONU largamente reconhecido. |
| | |
| Polónia – República da Polónia Capital: Varsóvia | Estado-membro da ONU largamente reconhecido. |
| | |
| Portugal – República Portuguesa Capital: Lisboa | Estado-membro da ONU largamente reconhecido. Membro da CEE (até 1 nov 1993). Membro da União Europeia (até 1 nov 1993). Portugal tinha duas regiões autónomas: os Açores e a Madeira. Portugal tinha um território chinês que administrava como uma dependência: - Macau (até 20 dez 1999) Portugal reivindicava soberania sobre a antiga província ultramarina de Timor Português (que tinha sido anexado pela Indonésia) até 25 out 1999. Também reivindicava os municípios espanhóis de Olivença e Táliga. |
| | |
| Puntlândia – Estado da Puntlândia da Somália (a partir de 1 ago 1998) Capital: Garowe | Estado de facto independente. Não reconhecido por qualquer outro estado. Reivindicado pela Somália. |
| | |
| Q | |
| | |
| Qatar → Catar | |
| | |
| Quaite → Cuaite | |
| | |
| Quénia – República do Quénia Capital: Nairóbi | Estado-membro da ONU largamente reconhecido. |
| | |
| Quirguistão Capital: Bisqueque - República do Quirguistão (de 31 ago 1991 a 5 mai 1993) - República Quirguiz (a partir de 5 mai 1993) | Estado de facto independente. Reivindicado pela União Soviética (até 26 dez 1991). Largamente reconhecido ( partir de 26 dez 1991). Estado-membro da ONU (a partir de 2 mar 1992). |
| | |
| Quiribáti – República do Quiribáti Capital: Taraua do Sul | Estado independente largamente reconhecido. Estado-membro da ONU (a partir de 14 set 1999). |
| | |
| R | |
| | |
| Reino Unido – Reino Unido da Grã-Bretanha e Irlanda do Norte Capital: Londres | Estado-membro da ONU largamente reconhecido. Membro da CEE (até 1 nov 1993). Membro da União Europeia (a partir de 1 nov 1993). O Reino Unido era composto por quatro nações: Inglaterra, Irlanda do Norte, Escócia e País de Gales. Tinha soberania sobre os seguintes territórios dependentes: - Anguila - Bermudas - Território Antártico Britânico (suspenso pelo Tratado da Antártida) - Território Britânico do Oceano Índico (disputado pela Maurícia e pelas Seicheles) - Ilhas Virgens Britânicas - Ilhas Caimão - Ilhas Malvinas (Falkland) (disputadas pela Argentina) - Gibraltar - Honguecongue (até 1 jul 1997) - Monserrate - Ilhas Pitcairn - Santa Helena, com duas dependências - Ascensão - Tristão da Cunha - Ilhas Geórgia do Sul e Sanduíche do Sul (disputadas pela Argentina) - Áreas das Bases Soberanas de Acrotíri e Decelia - Ilhas Turcas e Caicos Adicionalmente, o monarca britânico tinha soberania direta sobre três dependências da Coroa autónomas: - Guérnesei, com duas dependências: - Alderney - Sark - Ilha de Man - Jérsia                                                                                              |
| | |
| Roménia Capital: Bucareste | Estado-membro da ONU largamente reconhecido. |
| | |
| Rússia – Federação Russa (a partir de 26 dez 1991) Capital: Moscovo | Estado-membro da ONU largamente reconhecido. A Rússia era uma federação de 21 repúblicas, 49 províncias, 6 territórios, 2 cidades federais, 1 província autónoma e 10 distritos autónomos. Uma das repúblicas, o Tataristão, declarou a soberania estatal a 6 nov 1992 e foi efetivamente auto-governado até 15 fev 1994. |
| | |
| Ruanda - República Ruandesa Capital: Quigali | Estado-membro da ONU largamente reconhecido. |
| | |
| S | |
| | |
| Saariana, República Democrática Árabe Capital: Bir Lehlou (oficial), Rabouni (sede do governo no exílio), El Aiune (reivindicada) | Estado de facto independente parcialmente reconhecido. A República Democrática Árabe Saariana reivindicava o território disputado do Saara Ocidental, cuja maioria estava sob o controlo de Marrocos. Os territórios sob o seu controlo, a chamada Zona Livre, eram reivindicados por Marrocos. O seu governo localizava-se no exílio em Tindouf, na Argélia. |
| | |
| Ilhas Salomão Capital: Honiara | Estado-membro da ONU largamente reconhecido. Reino da Comunidade das Nações (Commonwealth). |
| | |
| Salvador – República do Salvador Capital: São Salvador | Estado-membro da ONU largamente reconhecido. |
| | |
| Samoa Ocidental / Samoa Capital: Apia - Estado Independente da Samoa Ocidental (até 4 jul 1997) - Estado Independente da Samoa (a partir de 4 jul 1997) | Estado-membro da ONU largamente reconhecido. |
| | |
| Santa Lúcia Capital: Castries | Estado-membro da ONU largamente reconhecido. Reino da Comunidade das Nações (Commonwealth). |
| | |
| Santa Sé → Vaticano, Cidade do | |
| | |
| São Cristóvão e Neves – Federação de São Cristóvão e Neves Capital: Basseterre | Estado-membro da ONU largamente reconhecido. Reino da Comunidade das Nações (Commonwealth). São Cristóvão e Neves era uma federação de duas ilhas. |
| | |
| São Marinho – Sereníssima República de São Marinho Capital: São Marinho | Estado independente largamente reconhecido. Estado-membro da ONU (a partir de 2 mar 1992). |
| | |
| São Tomé e Príncipe – República Democrática de São Tomé e Príncipe Capital: São Tomé | Estado-membro da ONU largamente reconhecido. São Tomé e Príncipe tinha uma província autónoma: Príncipe (a partir de 29 abr 1995). |
| | |
| São Vicente e Granadinas Capital: Kingstown | Estado-membro da ONU largamente reconhecido. Reino da Comunidade das Nações (Commonwealth). |
| | |
| Seicheles – República das Seicheles Capital: Vitória | Estado-membro da ONU largamente reconhecido. As Seicheles reivindicavam o Território Britânico do Oceano Índico e os territórios franceses da Ilha Tromelin e das Ilhas Gloriosas. |
| | |
| Senegal – República do Senegal Capital: Dacar | Estado-membro da ONU largamente reconhecido. |
| | |
| Seri Lanca – República Socialista Democrática do Seri Lanca Capital: Seri Jaiavardenapura-Cota | Estado-membro da ONU largamente reconhecido. |
| | |
| Serra Leoa – República da Serra Leoa Capital: Freetown | Estado-membro da ONU largamente reconhecido. |
| | |
| Sérvia, República (Republika Srpska) Capital: Banja Luka - Serbian Republic of Bosnia and Herzegovina (de 7 abr 1992 a 12 ago 1992) - República Sérvia (de 12 ago 1992 a 14 dez 1995) | Estado de facto independente. Não reconhecido por qualquer outro estado. Reivindicado pela Bósnia e Herzegovina. |
| | |
| Singapura – República de Singapura Capital: Singapura | Estado-membro da ONU largamente reconhecido. |
| | |
| Síria – República Árabe Síria Capital: Damasco | Estado-membro da ONU largamente reconhecido. A Síria incluía os Montes Golã, que estavam ocupados por Israel. Disputava a soberania turca sobre a província de Hatay. |
| | |
| Somália Capital: Mogadíscio - República Democrática Somaliana (até 26 jan 1991) - República Somaliana (de 26 jan 1991 a 18 nov 1991) - Somália (a partir de 18 nov 1991) | Estado-membro da ONU largamente reconhecido. O governo internacionalmente reconhecido da Somália não exercia total controlo sobre o país de 26 jan 1991 a 18 nov 1991. Após 18 nov 1991, a Somália não tinha um governo central reconhecido. Existiam também áreas do país que não tinham qualquer governo efectivo ou eram governados por clãs locais. Durante este período, a Somália incluía um estado que era de facto auto-governado (apesar de não reivindicar independência da Somália): - Jubalândia (de 3 set 1998 a 11 jun 1999) Adicionalmente, houve dois estados que haviam declarado e de facto estabelecido independência da Somália: Puntlândia (a partir de 1 ago 1998) e Somalilândia (a partir de 18 mai 1991). |
| | |
| Somalilândia – República da Somalilândia (a partir de 18 mai 1991) Capital: Hargeisa | Estado de facto independente. Não reconhecido por qualquer outro estado. Reivindicado pela Somália. |
| | |
| Suazilândia – Reino da Suazilândia Capital: Mebabane (administrativa), Lobamba (legislativa) | Estado-membro da ONU largamente reconhecido. |
| | |
| Sudão – República do Sudão Capital: Cartum | Estado-membro da ONU largamente reconhecido. A partir de 1991, o Sudão era uma federação de 30 estados. |
| | |
| Suécia – Reino da Suécia Capital: Estocolmo | Estado-membro da ONU largamente reconhecido. Membro da União Europeia (a partir de 1 jan 1995). |
| | |
| Suíça – Confederação Suíça Capital: Berna | Estado independente largamente reconhecido. Observador permanente da ONU. A Suíça era uma federação de 26 cantões. |
| | |
| Suriname – República do Suriname Capital: Paramaribo | Estado-membro da ONU largamente reconhecido. |
| | |
| T | |
| | |
| Tailândia – Reino da Tailândia Capital: Banguecoque | Estado-membro da ONU largamente reconhecido. |
| | |
| Taiuã → China, República da | |
| | |
| Tajiquistão – República do Tajiquistão (a partir de 9 set 1991) Capital: Duxambé | Estado de facto independente. Reivindicado pela União Soviética (até 26 dez 1991). Largamente reconhecido (a partir de 25 dez 1991). Estado-membro da ONU (a partir de 2 mar 1992). O Tajiquistão tinha uma província autónoma: Gorno-Badaquistão. |
| | |
| Tanzânia – República Unida da Tanzânia Capital: Dar es Salã (até fev 1996, sede de governo a partir de fev 1996), Dodoma (oficial, a partir de fev 1996) | Estado-membro da ONU largamente reconhecido. A Tanzânia tinha uma região autónoma: Zanzibar. |
| | |
| Tcheca, República → Checa, República | |
| | |
| Tchecoslováquia → Checoslováquia | |
| | |
| Tchetchênia → Chechénia | |
| | |
| Togo – República Togolesa Capital: Lomé | Estado-membro da ONU largamente reconhecido. |
| | |
| Tonga – Reino do Tonga Capital: Nukuʻalofa | Estado independente largamente reconhecido. Estado-membro da ONU (a partir de 14 set 1999). |
| | |
| Transdniéstria Capital: Tiraspol - República Socialista Soviética Moldava Transdniestriana (de 25 ago 1991 a 5 nov 1991) - República Moldava Transdniestriana (a partir de 5 nov 1991) | Estado de facto independente. Não reconhecido por qualquer outro país. Reivindicado pela União Soviética (até 26 dez 1991) e pela Moldávia (a partir de 27 ago 1991). |
| | |
| Transquei – República do Transquei (até 27 abr 1994) Capital: Umtata | Bantustão nominalmente independente. |
| | |
| Trindade e Tobago – República de Trindade e Tobago Capital: Porto de Espanha | Estado-membro da ONU largamente reconhecido. Trindade e Tobago tinha uma ilha autónoma: Tobago. |
| | |
| Tunísia – República Tunisina Capital: Tunes | Estado-membro da ONU largamente reconhecido. |
| | |
| Turcomenistão (a partir de 27 out 1991) Capital: Asgabate | Estado de facto independente. Reivindicado pela União Soviética (até 26 dez 1991). Largamente reconhecido (a partir de 26 dez 1991). Estado-membro da ONU (a partir de 2 mar 1992). |
| | |
| Turquia – República da Turquia Capital: Ancara | Estado-membro da ONU largamente reconhecido. |
| | |
| Tuvalu Capital: Funafuti | Estado independente largamente reconhecido. Reino da Comunidade das Nações (Commonwealth). |
| | |
| U | |
| | |
| Ucrânia (a partir de 24 ago 1991) Capital: Quieve | Estado de facto independente. Reivindicado pela União Soviética (até 26 dez 1991). Largamente reconhecido (a partir de 26 dez 1991). Estado-membro da ONU. A Ucrânia tinha uma república autónoma: Crimeia. |
| | |
| Uganda – República do Uganda Capital: Campala | Estado-membro da ONU largamente reconhecido. |
| | |
| União Soviética – União das Repúblicas Socialistas Soviéticas (até 26 dez 1991) Capital: Moscow | Estado-membro da ONU largamente reconhecido. A União Soviética era uma federação de 15 repúblicas, duas das quais (Bielorrússia e Ucrânia) eram membros da ONU de pleno direito. |
| | |
| Uruguai – República Oriental do Uruguai Capital: Montevideu | Estado-membro da ONU largamente reconhecido. |
| | |
| Usbequistão – República do Usbequistão (a partir de 1 set 1991) Capital: Tasquente | Estado de facto independente. Reivindicado pela ONU (até 26 dez 1991). Largamente reconhecido (a partir de 26 dez 1991). Estado-membro da ONU (a partir de 2 mar 1992). O Usbequistão tinha uma república autónoma: Caracalpaquistão. |
| | |
| V | |
| | |
| Vanuatu – República do Vanuatu Capital: Porto Vila | Estado-membro da ONU largamente reconhecido. |
| | |
| Vaticano, Cidade do – Estado da Cidade do Vaticano Capital: Cidade do Vaticano | Estado independente largamente reconhecido. A Cidade do Vaticano era administrada pela Santa Sé, uma entidade soberana reconhecida por um grande número de países bem como um observador permanente da ONU. A santa Sé também administrava algumas propriedades extraterritoriais em Itália. O Popa era o chefe de estado ex officio da Cidade do Vaticano. |
| | |
| Venda – República de Venda (até 27 abr 1994) Capital: Thohoyandou | Bantustão da África do Sul nominalmente independente. |
| | |
| Venezuela Capital: Caracas - República da Venezuela (até 20 dez 1999) - República Bolivariana da Venezuela (a partir de 20 dez 1999) | Estado-membro da ONU largamente reconhecido. A Venezuela era uma federação de 23 estados, três territórios, uma dependência federal e um distrito federal. |
| | |
| Vietname – República Socialista do Vietname Capital: Hanói | Estado-membro da ONU largamente reconhecido. O Vietname reivindicava soberania sobre as Ilhas Paracel (disputadas pela República Popular da China e pela República da China) e as Ilhas Spratly (disputadas pela República Popular da China, pela República da China, pelo Brunei, pelas Filipinas e pela Malásia). |
| | |
| Y | |
| | |
| Yémen → Iémen | |
| | |
| Yémen do Norte → Iémen do Norte | |
| | |
| Yémen do Sul → Iémen do Sul | |
| | |
| Z | |
| | |
| Zaire / Congo, República Democrática do Capital: Quinxassa - República do Zaire (até 17 mai 1997) - República Democrática do Congo (a partir de 17 mai 1997) | Estado-membro da ONU largamente reconhecido. |
| | |
| Zâmbia – República da Zâmbia Capital: Lusaca | Estado-membro da ONU largamente reconhecido. |
| | |
| Zimbábue – República do Zimbábue Capital: Harare | Estado-membro da ONU largamente reconhecido. |
| | |

## Outras entidades
Excluídas desta lista estão as seguintes entidades, que ou não eram totalmente soberanas ou não reclamavam ser independentes:
- A Antártida como um todo não tinha governo ou população permanente. Sete estados reivindicavam porções da Antártida e cinco deles haviam reconhecido as respectivas reivindicações reciprocamente.[114] Estas reivindicações, as quais eram reguladas pelo Tratado da Antártida, não eram reconhecidas nem disputadas por qualquer outro signatário do Tratado.[115]
- A Estónia era parte da União Soviética até 1991, mas a sua anexação não era largamente reconhecida. Um governo no exílio reivindicava independência para a Estónia até 15 set 1992, mas para além das suas embaixadas no Ocidente não controlava nenhum território.
- A União Europeia era uma organização supranacional sui generis que continha 12 (mais tarde 15) estados-membros. Foi estabelecia a 1 nov 1993. Os estados-membros haviam transferido uma parte dos seus poderes executivo, legislativo e judicial para as instituições da UE e, como tal, a UE tinha alguns elementos de soberania, sem ser, no entanto, geralmente reconhecida como um estado soberano. A União Europeia não reivindicava ser um estado soberanos e tinha capacidades limitadas de relacionamento com outros estados.
- A Letónia era parte da União Soviética até 1991, mas a sua anexação nunca fui largamente reconhecida. Um governo no exílio reivindicaca a independência da Letónia até 21 ago 1991, mas para além das suas embaixadas no Ocidenta não controlava nenhum território.
- A Lituânia era parte da União Soviética até 1990, mas a sua anexação nunca tinha sido largamente reconhecida. Um governo no exílio reivindicava independência para a Lituânia até 6 set 1991, mas para além das suas embaixadas no Ocidente não controlava nenhum território.
- A Ordem Soberana Militar de Malta era um observador permanente da ONU. A ordem tinha relações diplomática bilaterais com um grande número de países, mas não tinha território sem serem áreas extraterritoriais em Roma.[116] A Constituição da ordem afirma: "A Ordem é um sujeito da lei internacional e exercita funções soberanas."[117] Apesar da ordem frequentemente afirmar a sua soberania, ela não reclama ser um estado soberano. Falta-lhe um território definido. Como todos os seus membros eram cidadãos de outros países (quase todos a viver nos seus países de origem), e aqueles que residiam nas propriedades extraterritoriais da Ordem em Roma fazem-no por razões meramente de trabalhos oficiais, a ordem não tem a característica essencial de ter uma população permanente.
- A Administração Transitória das Nações Unidas em Timor-Leste constituía-se como um território transitório não independente governado pelas Nações Unidas. Não era nem soberano nem estava sob a soberania de nenhum estado. Foi estabelecido a 25 out 1999, no seguimento do fim da ocupação indonésia de Timor-Leste.
- Berlim Ocidental era um enclave político que se encontrava alinhado – mas não fazia parte – da Alemanha Ocidental. Consistia em três setores administrados pelos Estados Unidos, pelo Reino Unido e pela França. Berlim Ocidental foi incorporada na Alemanha reunificada a 3 out 1990.